# Carnesville
Carnesville – miasto w Stanach Zjednoczonych, w stanie Georgia, siedziba administracyjna hrabstwa Franklin.